# Valdemar Tomaševski

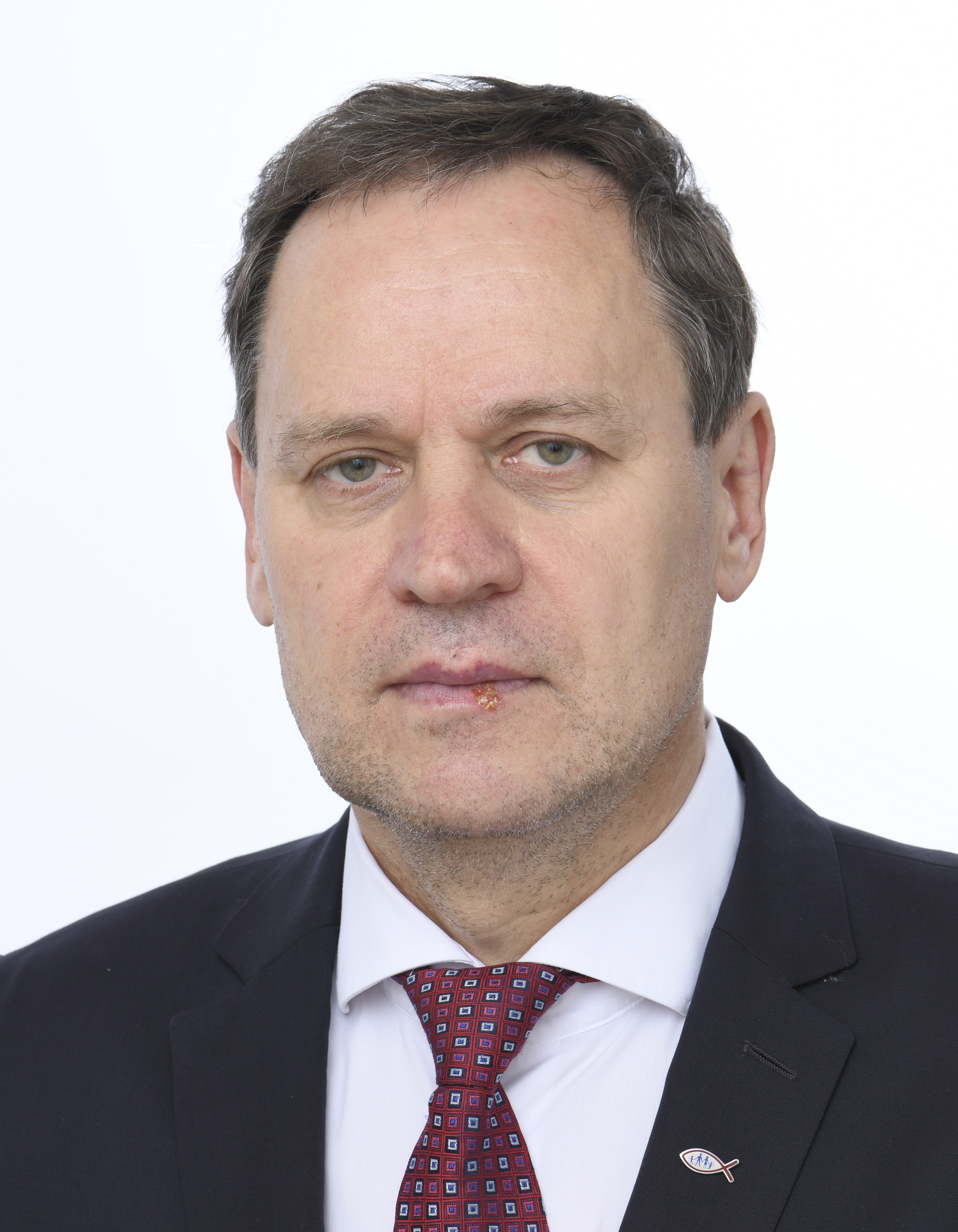
Waldemar Tomaszewski (2024)

Valdemar Tomaševski (bis 2010 Valdemaras Tomaševskis, poln. Waldemar Tomaszewski; * 3. März 1965 in Vilnius, Litauen) ist ein litauischer Politiker polnischer Nationalität.

## Leben
Valdemar Tomaševski gehört der polnischen Minderheit in Litauen an. Nach dem Abitur 1983 an der 11. Mittelschule Vilnius studierte er bis 1990 an der Fakultät für Mechanik der Technischen Universität Vilnius. Von 1984 bis 1986 leistete er den Sowjetarmeedienst. 
Von 1995 bis 1997, von 1997 bis 2000, von  2000 bis 2003 war Tomaševski Mitglied im Rat der Rajongemeinde Vilnius, 2000 stellvertretender Bürgermeister. Von 2000 bis 2004 und 2004 bis 2008 war er Mitglied im Seimas. Seit 2009 ist er Mitglied des EP. Tomaszewski ist Vorsitzender der Partei Lietuvos lenkų rinkimų akcija (LLRA), der Vertretung der polnischen Minderheit im Land. Er war zweimal   Kandidat zum litauischen Präsidenten (bei der Präsidentschaftswahl in Litauen 2014 und 2019).

## EU-Parlamentarier
Tomaševski ist Mitglied des Vorstands in der Fraktion Europäische Konservative und Reformisten.
Tomaševski ist stellvertretender Vorsitzender der Delegation für die Beziehungen zu Belarus und Mitglied im Ausschuss für bürgerliche Freiheiten, Justiz und Inneres und in der Delegation in der Parlamentarischen Versammlung EURO-NEST. Als Stellvertreter ist er im Ausschuss für Landwirtschaft und ländliche Entwicklung und in der Delegation für die Beziehungen zu den Vereinigten Staaten.

## Ehrung
- 2015: Ehrenbürger der Rajongemeinde Vilnius